# Muneville-sur-Mer
Muneville-sur-Mer és un municipi francès situat al departament de la Manche i a la regió de Normandia. L'any 2007 tenia 363 habitants.

## Demografia

### Població
El 2007 la població de fet de Muneville-sur-Mer era de 363 persones. Hi havia 148 famílies de les quals 40 eren unipersonals (32 homes vivint sols i 8 dones vivint soles), 48 parelles sense fills, 48 parelles amb fills i 12 famílies monoparentals amb fills.
La població ha evolucionat segons el següent gràfic:
Habitants censats

### Habitatges
El 2007 hi havia 184 habitatges, 148 eren l'habitatge principal de la família, 30 eren segones residències i 6 estaven desocupats. Tots els 184 habitatges eren cases. Dels 148 habitatges principals, 112 estaven ocupats pels seus propietaris, 35 estaven llogats i ocupats pels llogaters i 1 estava cedit a títol gratuït; 1 tenia una cambra, 5 en tenien dues, 29 en tenien tres, 52 en tenien quatre i 61 en tenien cinc o més. 115 habitatges disposaven pel capbaix d'una plaça de pàrquing. A 55 habitatges hi havia un automòbil i a 75 n'hi havia dos o més.

### Piràmide de població
La piràmide de població per edats i sexe el 2009 era:
| Homes | Edats   | Dones |
| ----- | ------- | ----- |
| 0     | 95 o +  | 0     |
| 0     | 90 a 94 | 0     |
| 4     | 85 a 89 | 4     |
| 0     | 80 a 84 | 4     |
| 0     | 75 a 79 | 0     |
| 12    | 70 a 74 | 12    |
| 8     | 65 a 69 | 8     |
| 8     | 60 a 64 | 12    |
| 12    | 55 a 59 | 8     |
| 8     | 50 a 54 | 16    |
| 12    | 45 a 49 | 4     |
| 12    | 40 a 44 | 20    |
| 16    | 35 a 39 | 12    |
| 24    | 30 a 34 | 8     |
| 8     | 25 a 29 | 8     |
| 0     | 20 a 24 | 8     |
| 8     | 15 a 19 | 4     |
| 8     | 10 a 14 | 16    |
| 12    | 5 a 9   | 8     |
| 12    | 0 a 4   | 4     |

## Economia
El 2007 la població en edat de treballar era de 215 persones, 161 eren actives i 54 eren inactives. De les 161 persones actives 150 estaven ocupades (85 homes i 65 dones) i 11 estaven aturades (6 homes i 5 dones). De les 54 persones inactives 21 estaven jubilades, 13 estaven estudiant i 20 estaven classificades com a «altres inactius».

### Ingressos
El 2009 a Muneville-sur-Mer hi havia 150 unitats fiscals que integraven 381 persones, la mediana anual d'ingressos fiscals per persona era de 15.129 €.

### Activitats econòmiques
Dels 6 establiments que hi havia el 2007, 4 eren d'empreses de construcció, 1 d'una empresa d'hostatgeria i restauració i 1 d'una empresa de serveis.
Dels 3 establiments de servei als particulars que hi havia el 2009, 1 era un paleta i 2 fusteries.
L'any 2000 a Muneville-sur-Mer hi havia 26 explotacions agrícoles que ocupaven un total de 516 hectàrees.

## Poblacions més properes
El següent diagrama mostra les poblacions més properes.